# Justus Köhncke

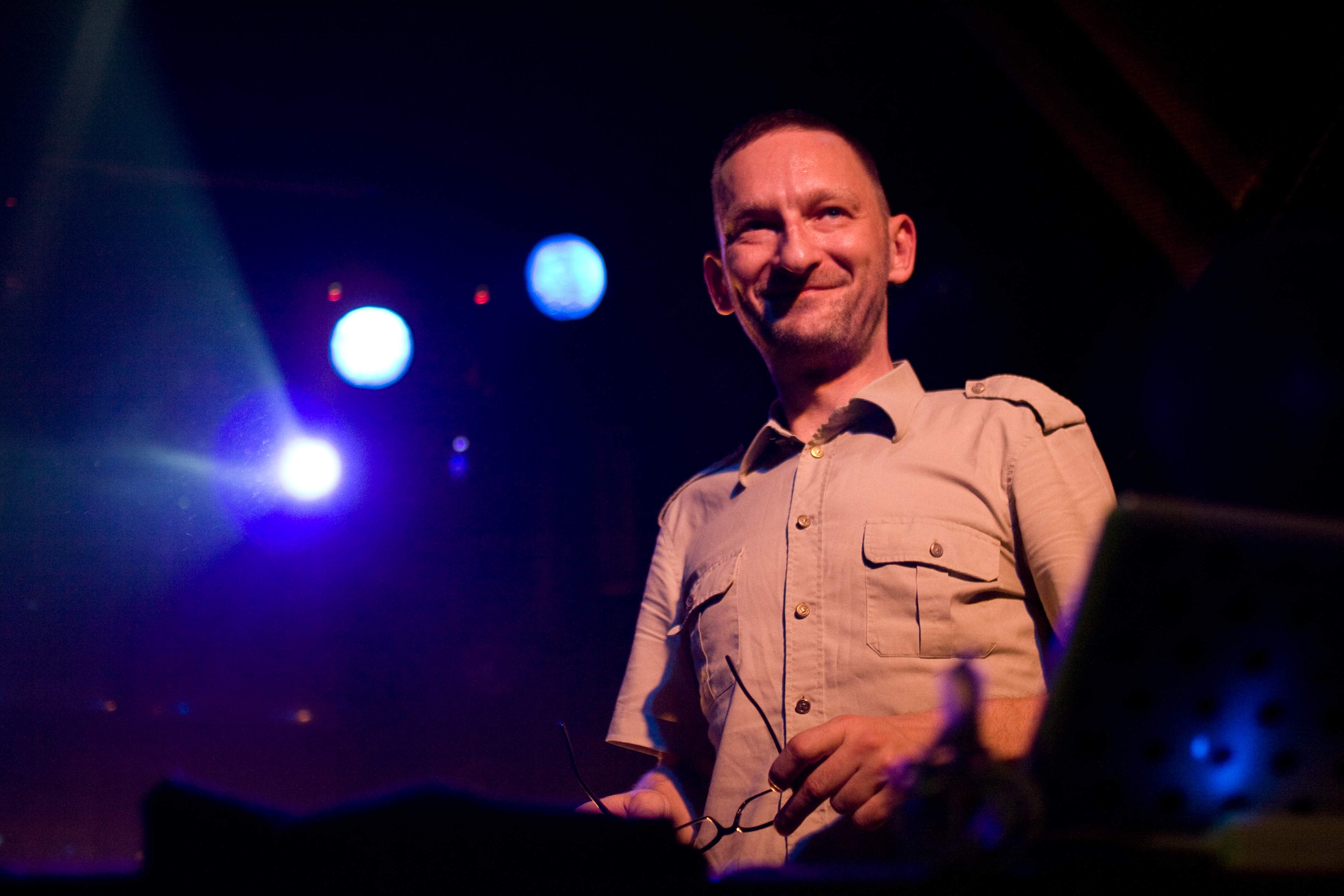
Justus Köhncke in Wien 2009

Justus Köhncke (* 1966 in Gießen) ist ein deutscher Techno-Produzent und Pop-Musiker.
Köhncke war Mitglied des House-Trios Whirlpool Productions, dem neben ihm auch noch Hans Nieswandt und Eric D. Clark angehörten. Zusammen hatten sie einen Nummer 1-Hit in Italien  (From Disco To Disco). Seit 1999 veröffentlicht Köhncke als Solist auf dem Kölner Kompakt-Label. In seinen Produktionen kombiniert er minimalistische Techno-Stücke mit Elementen aus Disco und Krautrock.

## Musikalische Zusammenarbeit
Köhncke produzierte 2004 die Single Durch die Nacht des Musikers Andreas Dorau.
Mit Dirk von Lowtzow arbeitete er sowohl für Tocotronic, als auch für Phantom/Ghost zusammen.
Köhncke zeichnet unter anderem für den Remix von Tomorrow Will Be Like Today, einer englischen Version von Morgen wird wie heute sein, verantwortlich.
Seit einigen Jahren arbeitet er auch an Filmmusik mit Irmin Schmidt, einem Musiker der Band Can. Zusammen mit dem Künstler Kai Althoff produzierte er unter dem Namen Subtle Tease.
Nach vielen Jahren in Köln lebt Köhnke seit 2011 in Berlin.
Sein Titel Timecode aus dem Jahre 2004 ist vom Song How Long (Lipps, Inc., 1980) inspiriert.

## Diskografie

### Alben
- Spiralen Der Erinnerung, 1999
- Was Ist Musik, 2002
- Doppelleben, 2005
- Safe and Sound, 2008
- Justus Köhncke & The Wonderful Frequency Band, 2013
- An alle, 2016